# Campeonato Mundial de Formula Kite
El Campeonato Mundial de Formula Kite es la máxima competición internacional de la clase de vela Formula Kite. Se realiza anualmente desde 2009 bajo la organización de la Federación Internacional de Vela (ISAF). Este tipo de tabla es una clase olímpica desde los Juegos Olímpicos de París 2024.

## Palmarés

### Masculino
| Núm. | Año  | Sede                            | Oro                          | Plata                        | Bronce                        |
| ---- | ---- | ------------------------------- | ---------------------------- | ---------------------------- | ----------------------------- |
| I    | 2009 | San Francisco ( Estados Unidos) | Sean Farley · México         | Chip Wasson Estados Unidos   | John Heineken Estados Unidos  |
| II   | 2010 | San Francisco ( Estados Unidos) | Adam Koch Estados Unidos     | Damien Leroy Estados Unidos  | Bruno Sroka Francia           |
| III  | 2011 | Westerland · ( Alemania)        | John Heineken Estados Unidos | Adam Koch Estados Unidos     | Bryan Lake Estados Unidos     |
| IV   | 2012 | Cagliari · ( Italia)            | John Heineken Estados Unidos | Adam Koch Estados Unidos     | Julien Kerneur Francia        |
| V    | 2013 | Boao ( China)                   | Florian Gruber · Alemania    | John Heineken Estados Unidos | Oliver Bridge Reino Unido     |
| VI   | 2014 | Estambul ( Turquía)             | Maxime Nocher Francia        | Riccardo Leccese · Italia    | Oliver Bridge Reino Unido     |
| VII  | 2015 | Gizzeria · ( Italia)            | Maxime Nocher Francia        | Oliver Bridge Reino Unido    | Błażej Ożóg · Polonia         |
| VIII | 2016 | Weifang ( China)                | Maxime Nocher Francia        | Oliver Bridge Reino Unido    | Axel Mazella Francia          |
| IX   | 2017 | Mascate ( Omán)                 | Nicolas Parlier Francia      | Axel Mazella Francia         | Oliver Bridge Reino Unido     |
| X    | 2018 | Aarhus ( Dinamarca)             | Nicolas Parlier Francia      | Guy Bridge Reino Unido       | Maxime Nocher Francia         |
| XI   | 2019 | Campione del Garda · ( Italia)  | Nicolas Parlier Francia      | Oliver Bridge Reino Unido    | Connor Bainbridge Reino Unido |
| XII  | 2020 | Weifang ( China)                | Cancelado                    | Cancelado                    | Cancelado                     |
| XIII | 2021 | Torregrande · ( Italia)         | Théo de Ramecourt Francia    | Axel Mazella Francia         | Riccardo Pianosi · Italia     |
| XIV  | 2022 | Cagliari · ( Italia)            | Toni Vodišek Eslovenia       | Maximilian Maeder Singapur   | Axel Mazella Francia          |
| XV   | 2023 | La Haya · ( Países Bajos)       | Maximilian Maeder Singapur   | Toni Vodišek Eslovenia       | Axel Mazella Francia          |
| XVI  | 2024 | Hyères ( Francia)               | Maximilian Maeder Singapur   | Riccardo Pianosi · Italia    | Valentin Bontus · Austria     |

1. 1 2  Celebrado en el Campeonato Mundial de Vela.

### Femenino
| Núm. | Año  | Sede                            | Oro                           | Plata                        | Bronce                        |
| ---- | ---- | ------------------------------- | ----------------------------- | ---------------------------- | ----------------------------- |
| I    | 2009 | San Francisco ( Estados Unidos) | Stephanie Bridge Reino Unido  | Kristin Boese · Alemania     | Melissa Gil · Costa Rica      |
| II   | 2010 | San Francisco ( Estados Unidos) | Kari Schibevaag · Noruega     | Stephanie Bridge Reino Unido | Kristin Boese · Alemania      |
| III  | 2011 | Westerland · ( Alemania)        | Stephanie Bridge Reino Unido  | Katja Roose · Países Bajos   | Nayara Licarião · Brasil      |
| IV   | 2012 | Cagliari · ( Italia)            | Erika Heineken Estados Unidos | Stephanie Bridge Reino Unido | Caroline Adrien Francia       |
| V    | 2013 | Boao ( China)                   | Erika Heineken Estados Unidos | Stephanie Bridge Reino Unido | Yelena Kalinina · Rusia       |
| VI   | 2014 | Estambul ( Turquía)             | Stephanie Bridge Reino Unido  | Yelena Kalinina · Rusia      | Erika Heineken Estados Unidos |
| VII  | 2015 | Gizzeria · ( Italia)            | Yelena Kalinina · Rusia       | Stephanie Bridge Reino Unido | Anastasiya Akopova · Rusia    |
| VIII | 2016 | Weifang ( China)                | Daniela Moroz Estados Unidos  | Yelena Kalinina · Rusia      | Stephanie Bridge Reino Unido  |
| IX   | 2017 | Mascate ( Omán)                 | Daniela Moroz Estados Unidos  | Yelena Kalinina · Rusia      | Alexia Fancelli Francia       |
| X    | 2018 | Aarhus ( Dinamarca)             | Daniela Moroz Estados Unidos  | Yelena Kalinina · Rusia      | Alexia Fancelli Francia       |
| XI   | 2019 | Campione del Garda · ( Italia)  | Daniela Moroz Estados Unidos  | Yelena Kalinina · Rusia      | Breiana Whitehead Australia   |
| XII  | 2020 | Weifang ( China)                | Cancelado                     | Cancelado                    | Cancelado                     |
| XIII | 2021 | Torregrande · ( Italia)         | Daniela Moroz Estados Unidos  | Eleanor Aldridge Reino Unido | Lauriane Nolot Francia        |
| XIV  | 2022 | Cagliari · ( Italia)            | Daniela Moroz Estados Unidos  | Lauriane Nolot Francia       | Eleanor Aldridge Reino Unido  |
| XV   | 2023 | La Haya · ( Países Bajos)       | Lauriane Nolot Francia        | Eleanor Aldridge Reino Unido | Lily Young Reino Unido        |
| XVI  | 2024 | Hyères ( Francia)               | Lauriane Nolot Francia        | Eleanor Aldridge Reino Unido | Jessie Kampman Francia        |

1. 1 2  Celebrado en el Campeonato Mundial de Vela.

## Medallero histórico
- Actualizado a Hyères 2024.

| Núm. | País           | Oro | Plata | Bronce | Total |
| ---- | -------------- | --- | ----- | ------ | ----- |
| 1    | Estados Unidos | 11  | 5     | 3      | 19    |
| 2    | Francia        | 9   | 3     | 11     | 23    |
| 3    | Reino Unido    | 3   | 11    | 7      | 21    |
| 4    | Singapur       | 2   | 1     | 0      | 3     |
| 5    | Rusia          | 1   | 5     | 2      | 8     |
| 6    | Alemania       | 1   | 1     | 1      | 3     |
| 7    | Eslovenia      | 1   | 1     | 0      | 2     |
| 8    | México         | 1   | 0     | 0      | 1     |
| 8    | Noruega        | 1   | 0     | 0      | 1     |
| 10   | Italia         | 0   | 2     | 1      | 3     |
| 11   | Países Bajos   | 0   | 1     | 0      | 1     |
| 12   | Australia      | 0   | 0     | 1      | 1     |
| 12   | Austria        | 0   | 0     | 1      | 1     |
| 12   | Brasil         | 0   | 0     | 1      | 1     |
| 12   | Costa Rica     | 0   | 0     | 1      | 1     |
| 12   | Polonia        | 0   | 0     | 1      | 1     |
|      | TOTAL          | 30  | 30    | 30     | 90    |